# Consulat général du Panama à Marseille
Le consulat général du Panama à Marseille est une représentation consulaire de la République du Panama en France. Il est situé quai des Belges, à Marseille, en Provence-Alpes-Côte d'Azur.